# Meyers (California)
Meyers (también conocida como Yanks, Yank's Station o Tahoe Paradise) es una pequeña comunidad no incorporada en el condado de El Dorado, California, Estados Unidos. Se encuentra a lo largo de la ruta 50 de los Estados Unidos en la Sierra Nevada del norte. Está a 6 millas (10 km) al sur de South Lake Tahoe, en el área del Lago Tahoe, y se encuentra a una altitud de 6,352 pies (1,936 metros). Fundada en 1851, Meyers comenzó como una parada de diligencias, un puesto comercial y una estación de Pony Express. La ciudad ahora está registrada como Monumento Histórico de California. Es una parada popular para los viajeros que entran y salen de la cuenca del Lago Tahoe por las carreteras 50 y 89.

## Historia
Martin Smith, el fundador del pueblo, abrió un puesto comercial y una posada en el camino Placerville-Carson en 1851. Ocho años después, Ephraim «Yank» Clement y su esposa Lydia compraron la estación y las dependencias de Smith y George Douglas, quienes habían dirigido la estación como hospedería y parada de diligencias. Los Clement ampliaron la estación a una parada de camino de tres pisos y catorce habitaciones, que incluía un establo grande, un pajar y corrales grandes al otro lado del camino.
La estación sirvió como parada del Pony Express hasta el 26 de octubre de 1861. Una vez finalizado el camino de carretas sobre Kingsbury Grade, la ruta del Pony Express continuó desde la estación Mormon (Genoa) hasta la estación Friday's y luego a lo largo de la costa sur del Lago Tahoe, deteniéndose en la casa de peaje de Yank's Station cerca de Myers (escritura original) en la U.S. 50. Luego continuó hacia Strawberry Station. Un mapa topográfico del USGS de 1891 muestra a Yanks cerca del actual Camp Richarson. Warren Upson fue el primer jinete del Pony Express en llegar a Meyers (28 de abril de 1860).
Siendo a la vez un puesto comercial y un hotel, la estación también se usaba como parada de diligencias. Desafortunadamente, la garita de peaje fue arrastrada de sus cimientos por las inundaciones y actualmente se encuentra sobre bloques adyacentes al Museo Tahoe Paradise. Más tarde, en 1873, George Henry Dudley Meyers compró la propiedad. El negocio prosperó en la estación recién reconstruida durante décadas. Funcionó como hotel y tienda. Pero el 25 de noviembre de 1938, el edificio fue destruido durante el incendio del pueblo de Meyers.
Anteriormente (en 1904), se abrió una oficina de correos al sur de la estación. La oficina de correos cerró en 1957, para luego reabrir en 1958. Para 1916, estaba adyacente a la Ruta Sur de Sierra Nevada de Lincoln Highway, y en 1962 se le cambió el nombre a Tahoe Paradise. Desde entonces, se han construido casas esporádicamente en los vecindarios que la rodean. Para 1896, se había conectado un ferrocarril que subía por Lake Valley desde un desembarcadero en Bijou.
Meyers se hizo conocida el 10 de junio de 1991, cuando Jaycee Lee Dugard fue secuestrada en la comunidad. Estuvo confinada durante 18 años en Antioch, California, y fue encontrada con vida en 2009 en Berkeley.

## Clima
| Parámetros climáticos promedio de Meyers, California (1981–2010) | Parámetros climáticos promedio de Meyers, California (1981–2010) | Parámetros climáticos promedio de Meyers, California (1981–2010) | Parámetros climáticos promedio de Meyers, California (1981–2010) | Parámetros climáticos promedio de Meyers, California (1981–2010) | Parámetros climáticos promedio de Meyers, California (1981–2010) | Parámetros climáticos promedio de Meyers, California (1981–2010) | Parámetros climáticos promedio de Meyers, California (1981–2010) | Parámetros climáticos promedio de Meyers, California (1981–2010) | Parámetros climáticos promedio de Meyers, California (1981–2010) | Parámetros climáticos promedio de Meyers, California (1981–2010) | Parámetros climáticos promedio de Meyers, California (1981–2010) | Parámetros climáticos promedio de Meyers, California (1981–2010) | Parámetros climáticos promedio de Meyers, California (1981–2010) |
| Mes                                                              | Ene.                                                             | Feb.                                                             | Mar.                                                             | Abr.                                                             | May.                                                             | Jun.                                                             | Jul.                                                             | Ago.                                                             | Sep.                                                             | Oct.                                                             | Nov.                                                             | Dic.                                                             | Anual                                                            |
| ---------------------------------------------------------------- | ---------------------------------------------------------------- | ---------------------------------------------------------------- | ---------------------------------------------------------------- | ---------------------------------------------------------------- | ---------------------------------------------------------------- | ---------------------------------------------------------------- | ---------------------------------------------------------------- | ---------------------------------------------------------------- | ---------------------------------------------------------------- | ---------------------------------------------------------------- | ---------------------------------------------------------------- | ---------------------------------------------------------------- | ---------------------------------------------------------------- |
| Temp. máx. abs. (°C)                                             | 18.3                                                             | 18.9                                                             | 21.7                                                             | 25.6                                                             | 30                                                               | 33.3                                                             | 36.1                                                             | 33.9                                                             | 31.1                                                             | 28.3                                                             | 22.2                                                             | 20                                                               | '                                                                |
| Temp. máx. media (°C)                                            | 5.4                                                              | 5.9                                                              | 8.2                                                              | 11.4                                                             | 16.3                                                             | 21.8                                                             | 26.5                                                             | 26.2                                                             | 22.7                                                             | 16.4                                                             | 9.9                                                              | 5.4                                                              | 14.7                                                             |
| Temp. mín. media (°C)                                            | -8.1                                                             | -7.5                                                             | -5.1                                                             | -2.9                                                             | 0.3                                                              | 3                                                                | 5.5                                                              | 4.7                                                              | 1.6                                                              | -1.9                                                             | -5.3                                                             | -8.3                                                             | -2                                                               |
| Temp. mín. abs. (°C)                                             | -24.4                                                            | -28.9                                                            | -23.3                                                            | -18.3                                                            | -11.1                                                            | -5                                                               | -1.7                                                             | -2.2                                                             | -6.1                                                             | -9.4                                                             | -21.7                                                            | -24.4                                                            | '                                                                |
| Precipitación total (mm)                                         | 181.1                                                            | 174.5                                                            | 165.4                                                            | 84.3                                                             | 63.2                                                             | 22.9                                                             | 7.4                                                              | 9.4                                                              | 14.2                                                             | 61                                                               | 91.2                                                             | 198.4                                                            | 1072.9                                                           |
| Nevadas (cm)                                                     | 110.5                                                            | 102.4                                                            | 95.8                                                             | 59.4                                                             | 10.2                                                             | 0.3                                                              | 0                                                                | 0                                                                | 0.3                                                              | 2.3                                                              | 61.7                                                             | 94.2                                                             | 537                                                              |
| Fuente: WRCC                                                     |                                                                  |                                                                  |                                                                  |                                                                  |                                                                  |                                                                  |                                                                  |                                                                  |                                                                  |                                                                  |                                                                  |                                                                  |                                                                  |

## Actividades

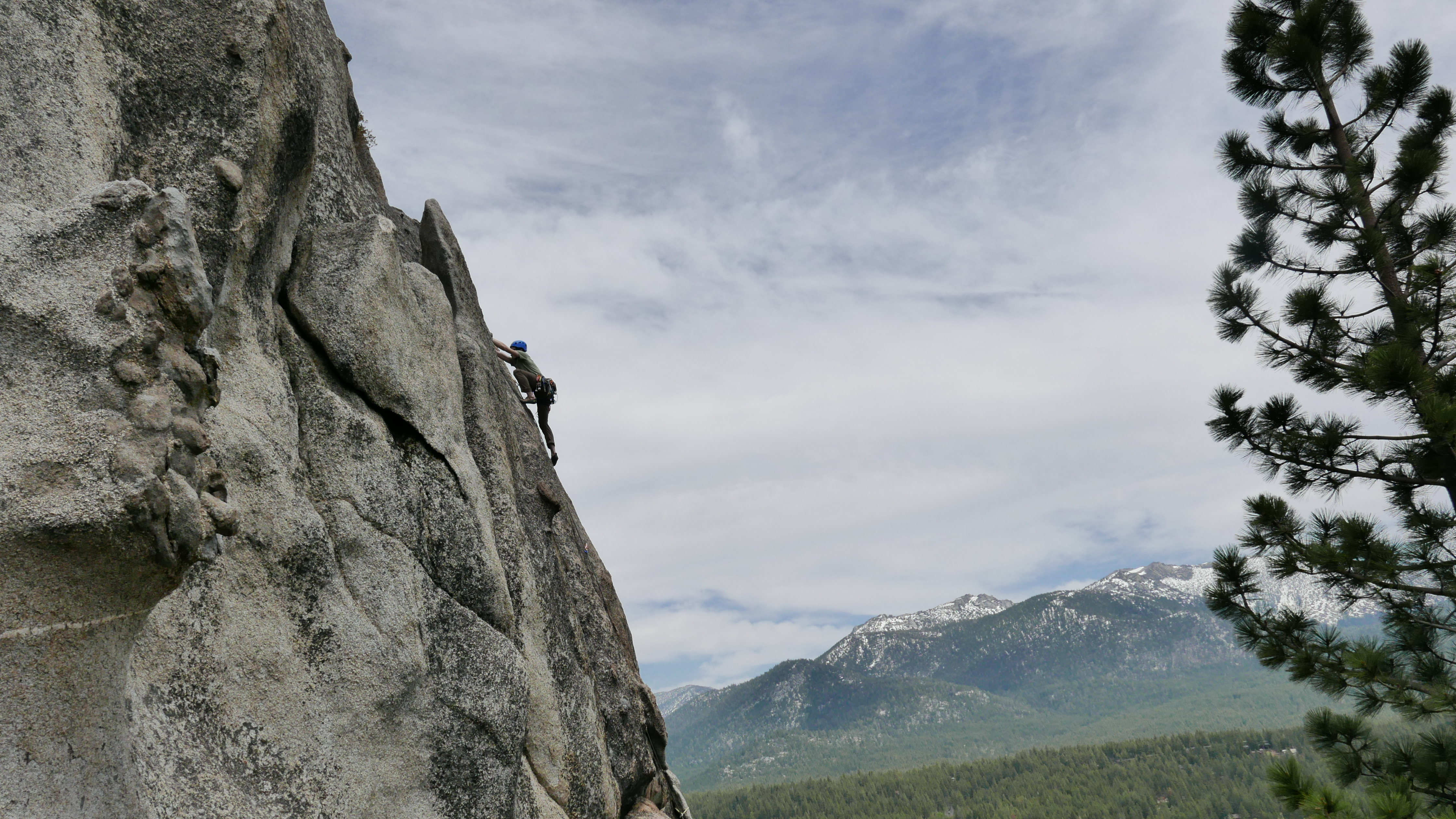
Vista desde la Lunch Rock en el área de escalada Pie Shop en Meyers, en las afueras de South Lake Tahoe.

Meyers se encuentra a 20 minutos del camping y zona de escalada de Lovers Leap. Meyers también cuenta con sus propias zonas de escalada locales, incluyendo Pie Shop en Sawmill Road. Pie Shop alberga un sector de búlder justo al lado de la carretera y una zona de escalada deportiva y tradicional a una corta caminata.